# Set Me Free (chanson des Kinks)
Pour les articles homonymes, voir Set Me Free.
Singles de The Kinks
Ev'rybody's Gonna Be Happy
(mars 1965) See My Friends
(juillet 1965)
Set Me Free est une chanson du groupe de rock anglais The Kinks.
Elle est parue en single en mai 1965 et se classe 9e au Royaume-Uni et 23e aux États-Unis.
En 2017, cette chanson est choisie par la marque H&M pour illustrer son spot publicitaire H&M Spring Fashion 2017.